# Aminata Sow Fall
Aminata Sow Fall (Saint-Louis, 1941)  is een Senegalees schrijfster. Haar moedertaal is Wolof; haar boeken schrijft ze echter in het Frans.

## Biografie
Fall groeide op in haar geboorteplaats Saint-Louis en verhuisde naar de hoofdstad Dakar om daar de middelbare school af te ronden. Hierna behaalde ze haar bachelorgraad (licence) in moderne talen in Frankrijk. Bij terugkeer in Senegal werd ze lerares. Ze nam deel aan een nationale commissie voor de hervorming van het Fransonderwijs in het land.
In 1997 werd Fall beloond met een eregraad van het Mount Holyoke College in South Hadley, Hampshire County, Massachusetts. Haar boek La Grève des Battus uit 1979 werd in 2000 verfilmd door regisseur Cheick Oumar Sissoko.